# Липа кохання
Липа кохання. Обхват 4,10 м. Висота 18 м. Вік близько 300 років. Росте в центрі села  Рогізна  Сквирського району  Київської області біля зупинки. Вважається оберегом села. За легендою липу посадила дівчина в пам'ять про вбитого козака, якого вона любила. Дерево необхідно  захистити, закласти дупло, скріпити три основні гілки мотузкою.

## Охоронний статус
Рішенням Київської обласної ради "Про оголошення нововиявлених територій та об’єктів природно-заповідного фонду місцевого значення на території Київської області" 23.12.2016 року дерево отримало статус ботанічної пам'ятки природи місцевого значення.

## Ресурси Інтернету
- Фотогалерея самых старых и выдающихся деревьев Украины  [Архівовано 8 квітня 2014 у Wayback Machine.]

## Виноски
1. 1 2   Шнайдер С. Л., Борейко В. Е., Стеценко Н. Ф. 500 выдающихся деревьев Украины. — К.: КЭКЦ, 2011. — 203 с.
2. ↑  Архівована копія. Архів оригіналу за 1 січня 2017. Процитовано 31 грудня 2016.{{cite web}}:  Обслуговування CS1: Сторінки з текстом «archived copy» як значення параметру title (посилання)